# Vávrovice cukrovar
Vávrovice cukrovar (niem. Wawrowitz Zuckerfabrik) – dawny przystanek kolejowy w Vávrovicach (część miasta Opawa), w kraju morawsko-śląskim, w Czechach, na linii łączącej Opawę z Ołomuńcem. Przystanek występuje m.in. w rozkładach jazdy z 1918 i 1944 roku, nie ma już go natomiast w rozkładzie z 1988 roku.